# Championnat du Salvador de football 1985
Navigation
Saison précédente Saison suivante
La Primera División 1985 est la trente-cinquième édition de la première division salvadorienne.
Lors de ce tournoi, le Club Deportivo FAS a tenté de conserver son titre de champion du Salvador face aux neuf meilleurs clubs salvadoriens.
Chacun des dix clubs participant était confronté trois fois aux neuf autres équipes. Puis les quatre meilleurs se sont affrontés lors d'une phase finale à la fin de la saison. Enfin, les vainqueurs de ces deux phases se sont disputé le titre de champion.
Seulement deux places étaient qualificatives pour la Coupe des champions de la CONCACAF.

## Les 10 clubs participants
| \| San Salvador: Alianza FC CD Atlético Marte U. Centroamericana CD Águila San Salvador CD Chalatenango Club Deportivo FAS CD Luis Ángel Firpo San Salvador CD Metapán Once Lobos San Salvador Universidad Barrios \| Localisation des clubs engagés dans le championnat. |
| San Salvador: Alianza FC CD Atlético Marte U. Centroamericana CD Águila San Salvador CD Chalatenango Club Deportivo FAS CD Luis Ángel Firpo San Salvador CD Metapán Once Lobos San Salvador Universidad Barrios                                                           |

| Club                           | Stade                        | Capacité          | Ville          |
| CD Águila                      | Stade Juan Francisco Barraza | 10 000            | San Miguel     |
| Alianza FC                     | Stade Cuscatlán              | 45 925            | San Salvador   |
| CD Chalatenango                | Stade José Gregorio Martínez | 15 000            | Chalatenango   |
| Club Deportivo FAS             | Stade Oscar Quiteño          | 15 000            | Santa Ana      |
| CD Luis Ángel Firpo            | Stade Sergio Torres          | 5 000             | Usulután       |
| CD Atlético Marte              | Stade Cuscatlán              | 45 925            | San Salvador   |
| CD Metapán                     | Stade inconnu                | Capacité inconnue | Metapán        |
| Once Lobos                     | Stade Cesar Hernández        | 15 000            | Chalchuapa     |
| CD Universidad Centroamericana | Stade inconnu                | Capacité inconnue | San Salvador   |
| Universidad Gerardo Barrios    | Complejo Deportivo España    | Capacité inconnue | Ciudad Barrios |

## Compétition
La compétition se déroule en trois phases :
- La phase de qualification : les vingt-sept journées de championnat.
- La phase finale : six journées de championnat entre les quatre meilleures équipes.
- La finale : une confrontation aller-retour entre les deux vainqueurs des phases précédentes.

### Phase de qualification
Lors de la phase de qualification les dix équipes affrontent à trois reprises les neuf autres équipes selon un calendrier tiré aléatoirement.
Les quatre meilleures équipes sont qualifiées pour la phase finale et le meilleur est qualifié directement pour la finale.
Le classement est établi sur l'ancien barème de points (victoire à 2 points, match nul à 1, défaite à 0).
Le départage final se fait selon les critères suivants :
- Le nombre de points.
- Un match d'appui pour départager les équipes.

#### Classement
| Rang | Équipe                         | Pts | J  | G  | N  | P  | Bp | Bc | Diff |
| ---- | ------------------------------ | --- | -- | -- | -- | -- | -- | -- | ---- |
| 1    | CD Atlético Marte              | 38  | 27 | 13 | 12 | 2  | 40 | 25 | +15  |
| 2    | CD Águila                      | 36  | 27 | 13 | 10 | 4  | 36 | 23 | +13  |
| 3    | Alianza FC                     | 31  | 27 | 11 | 9  | 7  | 36 | 29 | +7   |
| 4    | CD Luis Ángel Firpo            | 29  | 27 | 7  | 15 | 5  | 34 | 24 | +10  |
| 5    | CD Metapán (P)                 | 28  | 27 | 7  | 14 | 6  | 23 | 20 | +3   |
| 6    | Universidad Gerardo Barrios    | 23  | 27 | 7  | 9  | 11 | 18 | 25 | -7   |
| 7    | CD Chalatenango                | 22  | 27 | 7  | 8  | 12 | 27 | 39 | -12  |
| 8    | Club Deportivo FAS (T)         | 21  | 27 | 7  | 7  | 13 | 22 | 28 | -6   |
| 9    | Once Lobos                     | 21  | 27 | 4  | 13 | 10 | 18 | 26 | -8   |
| 10   | CD Universidad Centroamericana | 21  | 27 | 5  | 11 | 11 | 27 | 42 | -15  |

| Légende : Qualifications et relégations | Légende : Qualifications et relégations                                               |
| --------------------------------------- | ------------------------------------------------------------------------------------- |
|                                         | Qualifié pour la phase finale                                                         |
|                                         | En gras : Qualifié pour la finale (T) : Tenant du titre (P) : Promu de la saison 1984 |

### La phase finale
Lors de la phase finale les quatre équipes affrontent à deux reprises les trois autres équipes selon un calendrier tiré aléatoirement.
Le classement est établi sur l'ancien barème de points (victoire à 2 points, match nul à 1, défaite à 0).
Le départage final se fait selon les critères suivants :
- Le nombre de points.
- Un match d'appui pour départager les équipes.

#### Classement
| Rang | Équipe              | Pts | J | G | N | P | Bp | Bc | Diff |
| ---- | ------------------- | --- | - | - | - | - | -- | -- | ---- |
| 1    | Alianza FC          | 9   | 6 | 3 | 3 | 0 | 9  | 5  | +4   |
| 2    | CD Atlético Marte   | 8   | 6 | 3 | 2 | 1 | 8  | 4  | +4   |
| 3    | CD Águila           | 4   | 6 | 1 | 2 | 3 | 6  | 9  | -3   |
| 4    | CD Luis Ángel Firpo | 3   | 6 | 0 | 3 | 3 | 5  | 10 | -5   |

| Légende : Qualifications et relégations | Légende : Qualifications et relégations                             |
| --------------------------------------- | ------------------------------------------------------------------- |
|                                         | Coupe des champions de la CONCACAF 1986 (2e Tour de qualification)  |
|                                         | Coupe des champions de la CONCACAF 1986 (1er Tour de qualification) |
|                                         | En gras : Qualifié pour la finale                                   |

### Finale
| Match aller      | Alianza FC                                                          | 5:3   | CD Atlético Marte                       | Stade Cuscatlán |  |
| 22 décembre 1985 | Maradiaga 12e · Canales 17e · Alonso 24e · Alonso 72e · Biegler 87e | (3:2) | Rugamas 18e · N.Huezo 43e · N.Huezo 70e |                 |  |

| Match retour     | CD Atlético Marte                                                    | 5:2 (a.p.) | Alianza FC                | Stade Cuscatlán |  |
| 25 décembre 1985 | Campos 9e · N.Huezo 18e · Figueroa 74e · Figueroa 93e · W.Huezo 112e | (0:0)      | Canales 54e · Biegler 81e |                 |  |

## Bilan du tournoi
| Tableau d'Honneur     |                   |
| Compétition           | Vainqueur         |
| Primera División 1985 | CD Atlético Marte |

| Qualifications continentales 1985-1986 |                   |
| Coupe des champions de la CONCACAF     | Qualifiés         |
| Deuxième tour de qualification         | Alianza FC        |
| Premier tour de qualification          | CD Atlético Marte |

| Promotions et relégations   |                                  |
| Relégué en Segunda División | Aucun                            |
| Promu de Segunda División   | Alba Ajacutla CD Marte Soyapango |